# Michigan (musikalbum)
Michigan (på albumsomslaget Greetings from Michigan, the Great Lake State) är ett konceptalbum av Sufjan Stevens utgivet den 1 juli 2003, och handlar om händelser, städer och personer med koppling till delstaten Michigan. Albumet var den första delen i Sufjan Stevens planerade projekt att skriva ett album för varje stat i USA, något som han sedan dess medgett var ett PR-trick.
Spåret "Holland" var med på soundtracket till TV-serien Weeds.

## Gästartister
Elin, Megan, och Daniel Smith (från Danielson Famile), och John Ringhofer (från Half-handed Cloud).

## Låtlista
1. "Flint (For the Unemployed and Underpaid)" – 3:44
2. "All Good Naysayers, Speak Up! Or Forever Hold Your Peace!" – 4:33
3. "For the Widows in Paradise, For the Fatherless in Ypsilanti" – 3:57
4. "Say Yes! to M!ch!gan!" – 2:46
  - (Låttiteln refererar till en turismslogan för Michigan från 1980-talet)
5. "The Upper Peninsula" – 3:23
6. "Tahquamenon Falls" – 2:18
7. "Holland" – 3:26
8. "Detroit, Lift Up Your Weary Head! (Rebuild! Restore! Reconsider!)" – 8:20
9. "Romulus" – 4:41
10. "Alanson, Crooked River" – 1:18
11. "Sleeping Bear, Sault Saint Marie" – 2:52
12. "They Also Mourn Who Do Not Wear Black (For the Homeless in Muskegon)" – 6:21
13. "Oh God, Where Are You Now? (In Pickerel Lake? Pigeon? Marquette? Mackinaw?)" – 9:23
14. "Redford (For Yia-Yia & Pappou)" – 2:02
15. "Vito's Ordination Song" – 7:07

### Andra utgåvor

#### Vinylutgåva
Asthmatic Kitty har också släppt en två-skivors vinylutgåva av albumet.
Bonuslåtar på vinylutgåvan:
1. "Marching Band" – 3:41
2. "Niagara Falls (final)" – 2:22
3. "Pickerel Lake" – 3:11
4. "Presidents and Magistrates" - 4:16
5. "Vito's Ordination Song (demo)" – 5:25
6. "Wolverine" – 2:10

Vinylskivorna har en inskription på varje sida:
- "Say YES to Michigan!" - En gammal slogan för staten Michigan
- "Go! Tigers!" - Detroit Tigers är en basebollklubb baserad i Michigan
- "If you seek a Pleasant Penninsula, look about you"(sic) - Den engelska översättning av Michigans statsmotto
- "The Great Lake State" - Ett populärt smeknamn för staten Michigan

#### Europeisk nyutgåva
Den europeiska nyutgåvan från 2004 innehåller även den bonusspåren "Marching Band" och "Pickerel Lake". 

## Övrigt
- David Crowder Band har gjort en cover på spåret "Oh God, Where Are You Now? (In Pickerel Lake? Pigeon? Marquette? Mackinaw?)"
- "For the Widows in Paradise, For the Fatherless in Ypsilanti" var med i ett avsnitt av TV-serien OC
- Öppningsackorden i spåret "Redford (For Yia-Yia & Pappou)" användes i ett NBC news special den 8 juni 2008.